# Sinorogomphus
Sinorogomphus is de naam van een niet langer geaccepteerd geslacht van echte libellen (Anisoptera). De geslachtsnaam werd gesynonymiseerd met Chlorogomphus Selys, 1845 uit de familie van de Chlorogomphidae, en alle negen soorten worden nu in dat geslacht geplaatst.

## Soorten die in dit geslacht geplaatst waren
- Chlorogomphus hiten (Sasamoto, Yokoi & Teramoto, 2011)
- Chlorogomphus infuscatus Needham, 1930
- Chlorogomphus kitawakii Karube, 1995
- Chlorogomphus montanus (Chao, 1999)
- Chlorogomphus nasutus Needham, 1930
- Chlorogomphus shanicus Wilson, 2002
- Chlorogomphus suzukii (Oguma, 1926)
- Chlorogomphus tunti Needham, 1930
- Chlorogomphus urolobatus Chen, 1950